# Viburnum, Missouri
Viburnum är en ort i Iron County i Missouri. Vid 2010 års folkräkning hade Viburnum 693 invånare.